# Catascopus elegans
Espèce
Synonymes
- Elaphrus elegans Weber, 1801
- Catascopus (Catascopus) elegans (Weber, 1801)
- Carabus elegans Fabricius, 1801[2],[3]

Catascopus elegans est une espèce de coléoptères de la famille des Carabidae, de la sous-famille des Harpalinae, de la super-tribu des Lebiitae, de la tribu des Lebiini et de la sous-tribu des Pericalina. Elle est trouvée en Asie du Sud-Est et en Australie.

Catascopus - Illustration dans Iconographia Zoologica - Collections Spéciales de l'Université d'Amsterdam. Texte:
33me GENRE - CATASCOPE. CATASCOPUS. Kirby.
Transact. Soc. linn. de Londres.
Κατα, en bas; σχοπεω, je regarde.
Tête forte ; palpes à dernier article cylinfrique ; une dent arrondie dans l'échancrure du menton; mandibules recouvertes par la lèvre ; antennes filiformes, courte ; corselet en cœur, court ; élytres assez larges, plans, en carré, avec une échancrure à l'extrémité ; tarses à articles cylindriques ; crochets tarsiens simples.
Une quinzaine d'espèces, propres aux Indes et à la côte occidentale de l'Afrique, et revêtues de brillantes couleurs métalliques, entrent dans ce genre. Le type est le C. elegans, Fabricius.

Dans Iconographia Zoologica (Collections Spéciales de l'Université d'Amsterdam), l'espèce est décrite comme espèce type pour le genre.